# Glass (album)
Pour les articles homonymes, voir Glass.
Albums de John Illsley
Never Told a Soul
(1984) Live in Les Baux de Provence
(2007)
Singles
1. I Want to See the Moon
Sortie : 1988

Glass est le deuxième album solo du bassiste de Dire Straits, John Illsley. Il est paru en 1988 sur le label Vertigo Records.

## Liste des titres
- Toutes les chansons sont signées par John Illsley sauf indication.

1. High Stakes - 4:37
2. I Want to See the Moon - 4:49
3. Papermen - 4:29
4. All I want Is You - 4:52
5. The World Is Made of Glass - 5:30
6. Red Turns to Blue - 7:22
7. Let's Dance - 5:10
8. She Wants Everything - 4:59
9. Star for Now (John Illsley, Patrick Dogherty) - 5:08

## Musiciens
- John Illsley: chant, basse, guitare rythmique, guitare solo sur "Papermen", claviers
- Albert Boekholt: claviers
- Frank Ricotti: percussions
- Mick Dyche: guitare solo
- Jamie Lane: batterie, percussions
- Alan Clark: orgue Hammond, piano
- Guy Fletcher: claviers
- Chris White: saxophone
- Mark Knopfler: guitare solo sur "All I Want Is You"
- Jerry Donahue: guitare solo sur "Red Turns to Blue" et "She Wants Everything"
- Phil Palmer: guitare
- Sam Brown, Vicki Brown, Billy Nichols et Julian Litman: chœurs
- Stuart Brooks: trompette
- Peter Beachill: trombone
- Dee Long: programmation